# جي. دبليو. رينولدز
جي. دبليو. رينولدز (بالإنجليزية: Gilbert Westacott Reynolds)‏ هو عالم نبات جنوب أفريقي، ولد في 10 أكتوبر 1895 في بنديجو في أستراليا، وتوفي في 7 أبريل 1967 في مبابان في إسواتيني.